# Liste der Gouverneure von Minas Gerais

Wappen von Minas Gerais

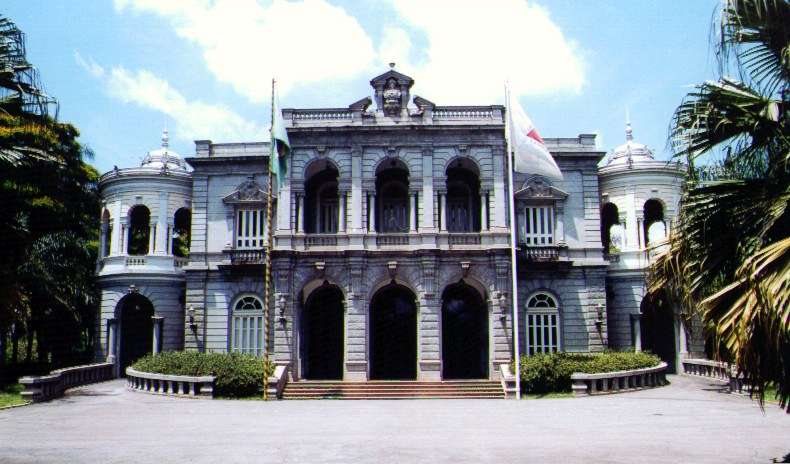
Palácio da Liberdade in Belo Horizonte

Die Liste der Gouverneure von Minas Gerais gibt einen Überblick über die Gouverneure des brasilianischen Bundesstaats Minas Gerais. Amtssitz des Gouverneurs ist seit 1897 mit einigen Unterbrechungen der Palácio da Liberdade in Belo Horizonte.
Minas Gerais war zunächst Teil des Kapitanats Rio de Janeiro, São Paulo und Minas Gerais (Capitania do Rio de Janeiro). Durch eine königliche Charta vom 9. November 1709 wurde das Kapitanat São Paulo und Minas de Ouro (Capitania de São Paulo e Minas de Ouro) geschaffen, getrennt von dem von Rio de Janeiro. Durch eine Charta von König João V. vom 2. Dezember 1720 wurde es von São Paulo getrennt. Am 28. Februar 1821 wurde sie eine Provinz Brasiliens und nach der Ausrufung des neuen Regimes im Jahr 1889 ein Teilstaat der Vereinigten Staaten von Brasilien (später Föderative Republik Brasilien).
Der Bundesstaat Minas Gerais wird, wie in einer Republik, von drei Gewalten regiert: der Exekutive, vertreten durch den Gouverneur, der Legislative, vertreten durch die Legislative Versammlung des Bundesstaates Minas Gerais (Assembleia Legislativa do Estado de Minas Gerais – ALMG), und der Judikative, vertreten durch den Staatsgerichtshof von Minas Gerais und andere Gerichte und Richter. Zusätzlich zu den drei Gewalten erlaubt der Staat auch die Beteiligung des Volkes an Regierungsentscheidungen durch Referenden und Plebiszite. Die derzeitige Verfassung des Bundesstaates Minas Gerais wurde 1989 verkündet, zuzüglich der Änderungen, die sich aus späteren Verfassungsänderungen ergeben.
Die Exekutivgewalt liegt beim Gouverneur des Bundesstaates, der von der Bevölkerung in allgemeinen und direkten, geheimen Wahlen für eine Amtszeit von bis zu vier Jahren gewählt wird und für eine weitere Amtszeit wiedergewählt werden kann. Das Amt des Gouverneurs wird von Romeu Zema, einem Mitglied der Partido Novo, bekleidet, sein Stellvertreter (Vice-governador) ist Paulo Brant.
Ouro Preto war von 1721 bis zum Ende des 19. Jahrhunderts die Hauptstadt von Minas Gerais, doch 1897 wurde der Regierungssitz in die neu gegründete Stadt Belo Horizonte verlegt, da das alte Vila Rica dem Wirtschafts- und Bevölkerungswachstum nicht mehr gewachsen war. Bei dieser Gelegenheit wurde auch der Palácio da Liberdade gebaut, der erste Sitz der Regierung von Minas Gerais in Belo Horizonte, der seit 2010 im Palácio Tiradentes in der Verwaltungsstadt von Minas Gerais (Cidade Administrativa de Minas Gerais) untergebracht ist.
Die Legislative von Minas Gerais ist ein Einkammersystem und besteht aus der Legislativversammlung des Bundesstaates Minas Gerais, die im Inconfidência-Palast tagt und aus 77 Abgeordneten besteht, die alle vier Jahre gewählt werden. Im Nationalkongress ist Minas Gerais durch drei Senatoren und 55 Bundesabgeordnete vertreten.
Die Justiz hingegen hat die Aufgabe, auf der Grundlage der vom Gesetzgeber erlassenen Gesetze und der brasilianischen Verfassung Urteile zu fällen, und setzt sich aus Richtern, Schöffen und Ministern zusammen. Das höchste Gericht in Minas Gerais ist derzeit der Gerichtshof von Minas Gerais (Tribunal de Justiça de Minas Gerais – TJMG). Nach Angaben des Obersten Wahlgerichts (Tribunal Superior Eleitoral – TSE) hatte der Bundesstaat im November 2013 15.032.578 Wähler, was 10,6 % der Wähler des Landes entspricht und ihn zum zweitgrößten Wahlbezirk Brasiliens macht.

## Herrscher der Kolonialzeit (1553–1822)
| Nr.                                 | Governante                       | Bild                     | Beginn der Amtszeit      | Ende der Amtszeit        | Anmerkungen                                             |
| Kapitanat Rio de Janeiro            | Kapitanat Rio de Janeiro         | Kapitanat Rio de Janeiro | Kapitanat Rio de Janeiro | Kapitanat Rio de Janeiro | Kapitanat Rio de Janeiro                                |
| ----------------------------------- | -------------------------------- | ------------------------ | ------------------------ | ------------------------ | ------------------------------------------------------- |
| 1                                   | Antônio Pais de Sande            |                          | 25. März 1693            | 19. Apr. 1695            | Gouverneur Regent (Governador Regente)                  |
| 2                                   | Sebastião de Castro Caldas       |                          | 19. Apr. 1695            | 2. Apr. 1697             | Gouverneur Regent (Governador Regente)                  |
| 3                                   | Artur de Sá e Meneses            |                          | 2. Apr. 1697             | 15. Juli 1702            | Gouverneur Regent (Governador Regente)                  |
| 4                                   | Álvaro da Silveira e Albuquerque |                          | 15. Juli 1702            | 1. Aug. 1705             | Gouverneur Regent (Governador Regente)                  |
| 5                                   | Fernando de Lencastro            |                          | 1. Aug. 1705             | 11. Juni 1709            | Gouverneur Regent (Governador Regente)                  |
| 6                                   | Antônio Coelho de Carvalho       |                          | 11. Juni 1709            | 18. Juni 1710            | Gouverneur Regent (Governador Regente)                  |
| Kapitanat São Paulo e Minas de Ouro |                                  |                          |                          |                          |                                                         |
| 1                                   | Antônio Coelho de Carvalho       |                          | 18. Juni 1710            | 31. Aug. 1713            | Gouverneur Regent (Governador Regente)                  |
| 2                                   | Brás Baltasar da Silveira        |                          | 31. Aug. 1713            | 4. Sep. 1717             | Gouverneur Regent (Governador Regente)                  |
| 3                                   | Pedro de Almeida Portugal        |                          | 4. Sep. 1717             | 18. Aug. 1720            | Gouverneur Regent (Governador Regente) Graf von Assumar |

### Kapitanat Minas Gerais

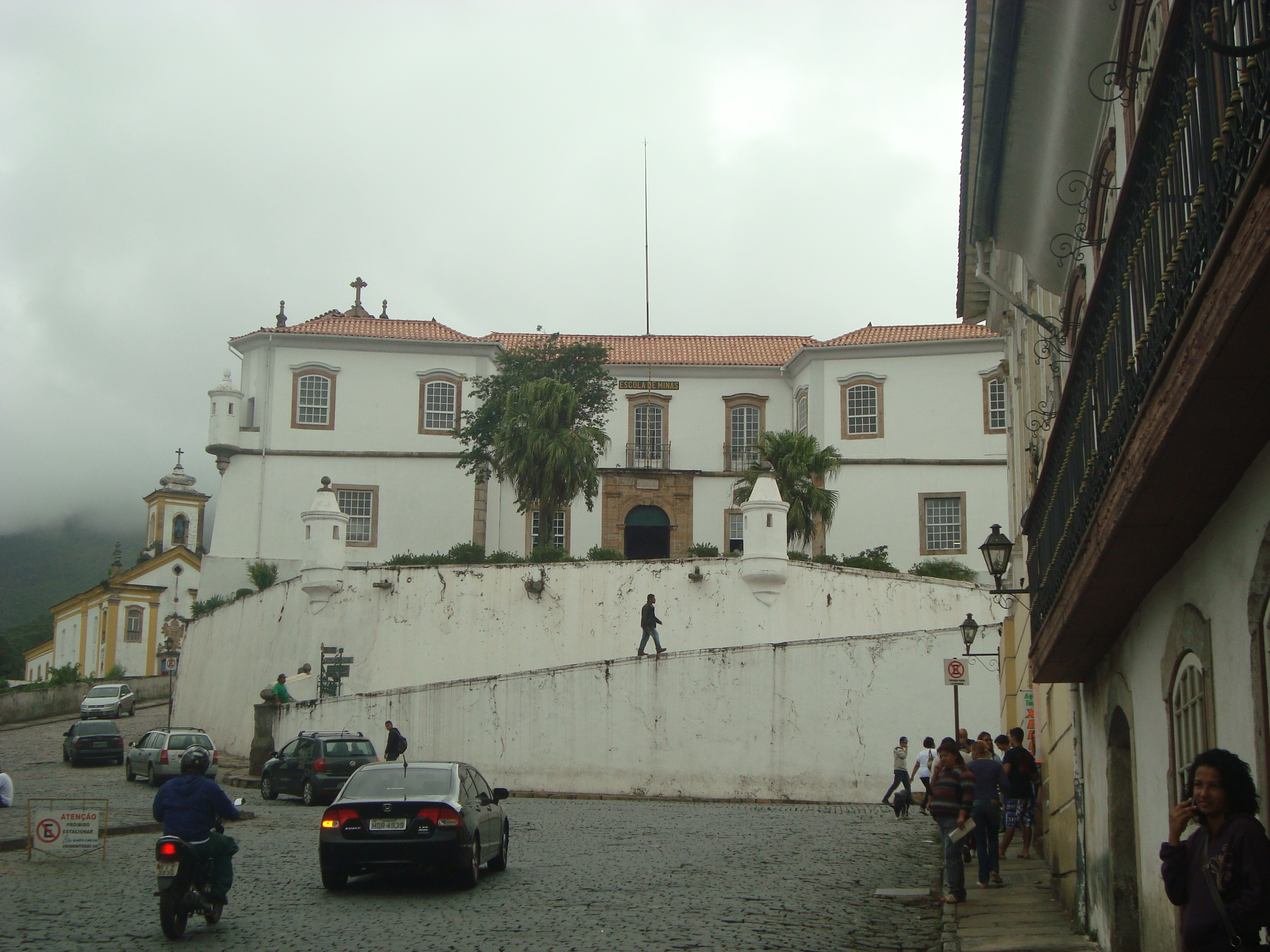
Der Gouverneurspalast in Ouro Preto, offizieller Wohnsitz und Regierungspalast bis 1898.

Inmitten des sogenannten „Goldzyklus“ ("ciclo do ouro") in Brasilien wurde an diesem Tag im Jahr 1720 das Kapitanat Minas Gerais gegründet. Es entstand aus einer Spaltung der Kapitanate von São Paulo und Minas de Ouro. Seine Hauptstadt war Vila Rica (heute Ouro Preto). Fast 100 Jahre später, am 28. Februar 1821, wurde der Verwaltungsbezirk Minas Gerais in eine Provinz umgewandelt, die mit der Ausrufung der Republik zum heutigen Bundesstaat Minas Gerais wurde.
Aufgrund der Goldfunde in seinem Gebiet war Minas Gerais in der ersten Hälfte des 18. Jahrhunderts das wirtschaftliche Zentrum der Kolonie mit einer schnell wachsenden Bevölkerung. Dieser Migrationsstrom begann Ende des vorigen Jahrhunderts, als in der Serra do Sabarabuçu und in den Flüssen Carmo und Tripuí Gold gefunden wurde. Im Jahr 1696 wurde die Gemeinde Nossa Senhora do Ribeirão do Carmo gegründet, die 1711 zur ersten Stadt in Minas Gerais wurde (heute die Gemeinde Mariana). Die Entdeckung von Gold brachte auch Konflikte mit sich, wie den Emboabas-Krieg (1707–1710) und den Aufstand von Felipe dos Santos (1720).
Auf dem Höhepunkt des Goldbergbaus in Minas Gerais wurden 500.000 schwarze Sklaven in den Bezirk gebracht, um im Bergbau und in der Landwirtschaft zu arbeiten. Mehr als 30 Prozent der Bevölkerung bestand aus Sklaven. Die „Minas“ genannten Schwarzen aus Ghana waren für den Bergbau am begehrtesten, da sie diese Arbeit bereits in Afrika verrichteten. Diejenigen aus Angola und Mosambik wurden in der Landwirtschaft eingesetzt.
Der Rückgang der Goldproduktion begann im Jahr 1750. Portugal musste seine Einnahmen erhöhen und hob die Steuern an, was zu einem Volksaufstand führte, der 1789 in der Inconfidência Mineira endete.
| Nr. | Governante | Bild                                      | Beginn der Amtszeit | Ende der Amtszeit | Anmerkungen                                                                            |
| --- | --- | ----------------------------------------- | ------------------- | ----------------- | -------------------------------------------------------------------------------------- |
| 1   | Lourenço de Almeida                                                                                                 |                                           | 23. Dez. 1720       | 1. Sep. 1732      |                                                                                        |
| 2   | André de Melo e Castro                                                                                              |                                           | 1. Sep. 1732        | 26. März 1735     | Graf von Galveias                                                                      |
| 3   | Gomes Freire de Andrade                                                                                             | Gomes Freire, Conde de Bobadela.jpg       | 26. März 1735       | 15. Mai 1736      | 1.Graf von Bobadela (Erstes Mal)                                                       |
| —   | Martinho Proença |                                           | 15. Mai 1736        | 26. Dez. 1737     | Amtierender Regierender Gouverneur (Governador regente interino)                       |
| 4   | Gomes Freire de Andrade                                                                                             | Gomes Freire, Conde de Bobadela.jpg       | 26. Dez. 1737       | 17. Feb. 1752     | 1.Graf von Bobadela (Zweites Mal)                                                      |
| —   | José António Freire de Andrade                                                                                      |                                           | 17. Feb. 1752       | 28. Apr. 1758     | 2.º Conde de Bobadela Amtierender Regierender Gouverneur (Governador regente interino) |
| 5   | Gomes Freire de Andrade                                                                                             | Gomes Freire, Conde de Bobadela.jpg       | 28. Apr. 1758       | 1. Jan. 1763      | 1.Graf von Bobadela (Drittes Mal)                                                      |
| —   | Antônio do Desterro José Fernandes Pinto Alpoim João Alberto Castelo Branco                                         |                                           | 1. Jan. 1763        | 16. Okt. 1763     | Vorläufiges Leitungsorgan (Junta Governativa provisória)                               |
| —   | Antônio Álvares da Cunha                                                                                            |                                           | 16. Okt. 1763       | 28. Dez. 1763     | Graf von Cunha Amtierender Regierender Gouverneur (Governador regente interino)        |
| 6   | Luís Diogo Lobo da Silva                                                                                            |                                           | 28. Dez. 1763       | 16. Juli 1768     |                                                                                        |
| 7   | José Luís Castelo Branco                                                                                            |                                           | 16. Juli 1768       | 22. Mai 1773      | Graf von Valadares                                                                     |
| 8   | Antônio Carlos Furtado                                                                                              |                                           | 22. Mai 1773        | 13. Jan. 1775     |                                                                                        |
| —   | Pedro Antônio Freitas                                                                                               |                                           | 13. Jan. 1775       | 29. Mai 1775      | Amtierender Regierender Gouverneur (Governador regente interino)                       |
| 9   | António de Noronha                                                                                                  |                                           | 29. Mai 1775        | 20. Feb. 1780     |                                                                                        |
| 10  | Rodrigo Meneses e Castro                                                                                            |                                           | 20. Feb. 1780       | 10. Okt. 1783     | Graf der Ritterschaft                                                                  |
| 11  | Luís da Cunha Meneses                                                                                               |                                           | 10. Okt. 1783       | 11. Juli 1788     | Graf von Lumiares                                                                      |
| 12  | Luís António Faro                                                                                                   |                                           | 11. Juli 1788       | 9. Aug. 1797      | Vicomte von Barbacena                                                                  |
| 13  | Bernardo Lorena e Silveira                                                                                          | Bernardo José Maria Lorena e Silveira.jpg | 9. Aug. 1797        | 21. Juli 1803     | Graf von Sarzedas                                                                      |
| 14  | Pedro de Ataíde e Melo                                                                                              |                                           | 21. Juli 1803       | 5. Feb. 1810      | Vicomte von Condeixa                                                                   |
| 15  | Francisco de Assis Mascarenhas                                                                                      |                                           | 5. Feb. 1810        | 11. Apr. 1814     | Graf von Palma                                                                         |
| 16  | Francisco Portugal                                                                                                  |                                           | 11. Apr. 1814       | 21. Sep. 1821     |                                                                                        |
| —   | Francisco Portugal (Presidente) José Vasconcelos, Graf von Caeté (Vice-Presidente) João Mendes Ribeiro (Secretário) |                                           | 21. Sep. 1821       | 24. Mai 1822      | Vorläufiges Leitungsorgan (Junta Governativa provisória)                               |
| —   | Francisco Portugal (Presidente) Luís Maria da Silva Pinto (Secretário)                                              |                                           | 24. Mai 1822        | 29. Feb. 1824     | Vorläufiges Leitungsorgan (Junta Governativa provisória)                               |

## Herrscher der Kaiserzeit (1822–1889)
Legende
_ Partido Conservador,
_ Partido Liberal,
_ Partido Democrático,
_ Partido Popular,
_ Partido Moderado
| Nr. | Presidente da Província                           | Bild | Partei              | Beginn der Amtszeit | Ende der Amtszeit | Anmerkungen                                                |
| --- | ------------------------------------------------- | ---- | ------------------- | ------------------- | ----------------- | ---------------------------------------------------------- |
|     | Erste Herrschaft (Primeiro Reinado) (1822–1831)   |      |                     |                     |                   |                                                            |
| 1   | José Teixeira Vasconcelos                         |      | Partido Democrático | 29. Feb. 1824       | 2. Mai 1826       | Vicomte von Caeté                                          |
| —   | Teotônio Oliveira Maciel                          |      | Partido Democrático | 2. Mai 1826         | 29. Mai 1826      | Vizepräsident                                              |
| —   | Francisco Santa Apolônia                          |      | Partido Democrático | 29. Mai 1826        | 6. Okt. 1826      | Vizepräsident Kanoniker (Erstes Mal)                       |
| —   | José Teixeira Vasconcelos                         |      | Partido Democrático | 6. Okt. 1826        | 19. März 1827     | Vicomte von Caeté nimmt sein Amt wieder auf                |
| —   | Francisco Santa Apolônia                          |      | Partido Democrático | 19. März 1827       | 18. Dez. 1827     | Vizepräsident Kanoniker (Zweites Mal)                      |
| 2   | João Mendes Ribeiro                               |      | Partido Popular     | 18. Dez. 1827       | 18. Apr. 1828     | Richter (Erstes Mal)                                       |
| —   | Francisco Santa Apolônia                          |      | Partido Democrático | 18. Apr. 1828       | 13. Okt. 1828     | Vizepräsident Kanoniker (Drittes Mal)                      |
| 2   | João Mendes Ribeiro                               |      | Partido Popular     | 13. Okt. 1828       | 19. Apr. 1829     | Richter (Zweites Mal)                                      |
| —   | Francisco Santa Apolônia                          |      | Partido Democrático | 19. Apr. 1829       | 3. Okt. 1829      | Vizepräsident Kanoniker (Viertes Mal)                      |
| 2   | João Mendes Ribeiro                               |      | Partido Popular     | 3. Okt. 1829        | 22. Apr. 1830     | Präsident Richter (Drittes Mal)                            |
| 3   | José Manuel de Almeida                            |      | Partido Moderado    | 22. Apr. 1830       | 3. Feb. 1831      | Marschall                                                  |
| 4   | Manuel Antônio Galvão                             |      | Partido Moderado    | 3. Feb. 1831        | 22. Apr. 1831     | Richter                                                    |
|     | Regentschaftszeit (Período regencial) (1831–1840) |      |                     |                     |                   |                                                            |
| 5   | Manuel Inácio de Mello e Sousa                    |      | Partido Conservador | 22. Apr. 1831       | 23. Jan. 1833     | Baron von Pontal (Erstes Mal)                              |
| —   | Bernardo Pereira de Vasconcelos                   |      | Partido Conservador | 23. Jan. 1833       | 21. Feb. 1833     | Vizepräsident Richter (Erstes Mal)                         |
| 5   | Manuel Inácio de Mello e Sousa                    |      | Partido Conservador | 21. Feb. 1833       | 22. März 1833     | Baron von Pontal (Zweites Mal)                             |
| —   | Manuel Soares do Couto                            |      | Partido Moderado    | 22. März 1833       | 4. Juli 1833      | Vizepräsident durch Militärputsch abgesetzt Oberstleutnant |
| 6   | José de Araújo Ribeiro                            |      | Partido Popular     | 4. Juli 1833        | 5. Nov. 1833      | Vicomte von Rio Grande                                     |
| 7   | Antônio Limpo de Abreu                            |      | Partido Conservador | 5. Nov. 1833        | 31. März 1834     | Visconde de Abaeté (Erstes Mal)                            |
| —   | João Baptista Leitão                              |      | Partido Conservador | 31. März 1834       | 3. Dez. 1834      | Vizepräsident                                              |
| 7   | Antônio Limpo de Abreu                            |      | Partido Conservador | 3. Dez. 1834        | 5. Apr. 1835      | Visconde de Abaeté (Zweites Mal)                           |
| —   | Bernardo Pereira de Vasconcelos                   |      | Partido Conservador | 5. Apr. 1835        | 11. Mai 1835      | Vizepräsident Richter (Zweites Mal)                        |
| —   | Manuel Inácio de Mello e Souza                    |      | Partido Conservador | 11. Mai 1835        | 1. Juni 1835      | Vizepräsident Baron von Pontal (Drittes Mal)               |
| 8   | José Feliciano Pinto Coelho                       |      | Partido Liberal     | 1. Juni 1835        | 19. Dez. 1835     | Baron von Cocais                                           |
| 9   | Manuel Dias de Toledo                             |      | Partido Liberal     | 19. Dez. 1835       | 19. Apr. 1836     |                                                            |
| —   | Antônio da Costa Pinto                            |      | Partido Liberal     | 19. Apr. 1836       | 2. Okt. 1836      | Vizepräsident Richter                                      |
| 10  | Antônio da Costa Pinto                            |      | Partido Liberal     | 2. Okt. 1836        | 13. Nov. 1837     | Richter                                                    |
| 11  | José Cesário de Miranda Ribeiro                   |      | Partido Conservador | 13. Nov. 1837       | 21. März 1838     | Vicomte von Uberaba                                        |
| 12  | Bernardo Jacinto da Veiga                         |      | Partido Conservador | 21. März 1838       | 22. Aug. 1840     | Berater (Erstes Mal)                                       |
|     | Zweite Herrschaft (Segundo Reinado) (1840–1889)   |      |                     |                     |                   |                                                            |
| 13  | Sebastião Barreto Pereira                         |      | Partido Conservador | 22. Aug. 1840       | 7. Juni 1841      |                                                            |
| 14  | Manuel Machado Nunes                              |      | Partido Liberal     | 7. Juni 1841        | 16. Juli 1841     |                                                            |
| —   | José Lopes da Silva Viana                         |      | Partido Liberal     | 16. Juli 1841       | 15. Jan. 1842     | Vizepräsident Richter (Erstes Mal)                         |
| 15  | Carlos Carneiro de Campos                         |      | Partido Conservador | 15. Jan. 1842       | 18. Apr. 1842     | Vicomte von Caravelas (Erstes Mal)                         |
| —   | Herculano Ferreira Pena                           |      | Partido Conservador | 18. Apr. 1842       | 18. Mai 1842      | Vizepräsident                                              |
| 16  | Bernardo Jacinto da Veiga                         |      | Partido Conservador | 18. Mai 1842        | 23. März 1843     | Berater (Zweites Mal)                                      |
| 17  | Francisco Soares de Andréa                        |      | Partido Conservador | 23. März 1843       | 1. Juli 1844      | Generalleutnant, Baron von Caçapava                        |
| 18  | João Paulo Barreto                                |      | Partido Conservador | 1. Juli 1844        | 17. Dez. 1844     | Brigadier                                                  |
| —   | Quintiliano José da Silva                         |      | Partido Conservador | 17. Dez. 1844       | 1. Okt. 1845      | Vizepräsident                                              |
| 19  | Quintiliano José da Silva                         |      | Partido Conservador | 1. Okt. 1845        | 29. Dez. 1847     |                                                            |
| —   | Pedro Dias de Carvalho                            |      | Partido Conservador | 29. Dez. 1847       | 14. März 1848     | Vizepräsident                                              |
| 20  | Pedro Dias de Carvalho                            |      | Partido Conservador | 14. März 1848       | 10. Apr. 1848     |                                                            |
| —   | Manuel Rebelo Horta                               |      | Partido Conservador | 10. Apr. 1848       | 11. Mai 1848      | Vizepräsident                                              |
| —   | Bernardino José de Queiroga                       |      | Partido Conservador | 11. Mai 1848        | 22. Juni 1848     | Vizepräsident                                              |
| 21  | Bernardino José de Queiroga                       |      | Partido Conservador | 22. Juni 1848       | 4. Nov. 1848      |                                                            |
| 22  | José Ildefonso Ramos                              |      | Partido Liberal     | 4. Nov. 1848        | 29. Nov. 1849     | Vicomte von Jaguari                                        |
| —   | Manuel Antônio Pacheco                            |      | Partido Conservador | 29. Nov. 1849       | 1. März 1850      | Vizepräsident Baron von Sabará                             |
| 23  | Alexandre Joaquim de Sequeira                     |      | Partido Conservador | 1. März 1850        | 10. Juni 1850     |                                                            |
| —   | Romualdo Monteiro de Barros                       |      | Partido Conservador | 10. Juni 1850       | 17. Juli 1850     | Vizepräsident Baron von Paraopeba                          |
| 24  | José Ricardo de Sá Rego                           |      | Partido Liberal     | 17. Juli 1850       | 4. Apr. 1851      |                                                            |
| —   | Luís Antônio Barbosa                              |      | Partido Liberal     | 4. Apr. 1851        | 13. Jan. 1852     | Vizepräsident                                              |
| 25  | Luís Antônio Barbosa                              |      | Partido Liberal     | 13. Jan. 1852       | 12. Mai 1852      | (Erstes Mal)                                               |
| —   | José Lopes da Silva Viana                         |      | Partido Liberal     | 12. Mai 1852        | 24. Sep. 1852     | Vizepräsident Richter (Zweites Mal)                        |
| 25  | Luís Antônio Barbosa                              |      | Partido Liberal     | 24. Sep. 1852       | 19. Apr. 1853     | (Zweites Mal)                                              |
| —   | José Lopes da Silva Viana                         |      | Partido Liberal     | 19. Apr. 1853       | 22. Okt. 1853     | Vizepräsident Richter (Drittes Mal)                        |
| 26  | Francisco Pereira de Vasconcelos                  |      | Partido Liberal     | 22. Okt. 1853       | 1. Mai 1854       | (Erstes Mal)                                               |
| —   | José Lopes da Silva Viana                         |      | Partido Liberal     | 1. Mai 1854         | 6. Nov. 1854      | Vizepräsident Richter (Viertes Mal)                        |
| 26  | Francisco Pereira de Vasconcelos                  |      | Partido Liberal     | 6. Nov. 1854        | 2. Feb. 1856      | (Zweites Mal)                                              |
| 27  | Herculano Ferreira Pena                           |      | Partido Conservador | 2. Feb. 1856        | 1. Juni 1857      |                                                            |
| —   | Joaquim Ribeiro da Luz                            |      | Partido Conservador | 1. Juni 1857        | 12. Nov. 1857     | Vizepräsident (Erstes Mal)                                 |
| 28  | Carlos Carneiro de Campos                         |      | Partido Conservador | 12. Nov. 1857       | 1. Mai 1859       | Vicomte von Caravelas (Zweites Mal)                        |
| —   | Joaquim Ribeiro da Luz                            |      | Partido Conservador | 1. Mai 1859         | 22. Sep. 1859     | Vizepräsident (Zweites Mal)                                |
| 28  | Carlos Carneiro de Campos                         |      | Partido Conservador | 22. Sep. 1859       | 22. Apr. 1860     | Vicomte von Caravelas (Drittes Mal)                        |
| —   | Manuel Teixeira de Sousa                          |      | Partido Liberal     | 22. Apr. 1860       | 3. Mai 1860       | Vizepräsident Baron von Camargos (Erstes Mal)              |
| —   | Joaquim Ribeiro da Luz                            |      | Partido Conservador | 3. Mai 1860         | 13. Juni 1860     | Vizepräsident (Drittes Mal)                                |
| 29  | Vicente Pires da Mota                             |      | Partido Liberal     | 13. Juni 1860       | 2. Okt. 1861      | Vater (Padre)                                              |
| —   | Manuel Teixeira de Sousa                          |      | Partido Liberal     | 2. Okt. 1861        | 25. Okt. 1861     | Vizepräsident Baron von Camargos (Zweites Mal)             |
| 30  | José Bento Figueiredo                             |      | Partido Conservador | 25. Okt. 1861       | 17. Mai 1862      | Vicomte von Bom Conselho                                   |
| —   | Joaquim Camilo da Mota                            |      | Partido Conservador | 17. Mai 1862        | 3. Nov. 1862      | Vizepräsident                                              |
| —   | José Joaquim Fernandes                            |      | Partido Conservador | 3. Nov. 1862        | 9. Dez. 1862      | Vizepräsident (Erstes Mal)                                 |
| 31  | Francisco Pereira de Vasconcelos                  |      | Partido Liberal     | 9. Dez. 1862        | 27. Feb. 1863     | (Drittes Mal)                                              |
| —   | Manuel Teixeira de Sousa                          |      | Partido Liberal     | 27. Feb. 1863       | 11. März 1863     | Vizepräsident Baron von Camargos (Drittes Mal)             |
| —   | José Joaquim Fernandes                            |      | Partido Conservador | 11. März 1863       | 4. Juni 1863      | Vizepräsident (Zweites Mal)                                |
| 32  | João Crispiniano Soares                           |      | Partido Liberal     | 4. Juni 1863        | 2. Apr. 1864      |                                                            |
| —   | Fidélis de Andrade Botelho                        |      | Partido Liberal     | 2. Apr. 1864        | 26. Sep. 1864     | Vizepräsident                                              |
| 33  | Pedro Alcântara Leite                             |      | Partido Liberal     | 26. Sep. 1864       | 18. Dez. 1865     | Baron von São João Nepomuceno                              |
| 34  | Saldanha Marinho                                  |      | Partido Conservador | 18. Dez. 1865       | 24. März 1866     | (Erstes Mal)                                               |
| —   | Joaquim José de Santana                           |      | Partido Conservador | 24. März 1866       | 2. Nov. 1866      | Vizepräsident                                              |
| 34  | Saldanha Marinho                                  |      | Partido Conservador | 2. Nov. 1866        | 28. Juni 1867     | (Zweites Mal)                                              |
| —   | Elias Pinto de Carvalho                           |      | Partido Conservador | 28. Juni 1867       | 24. Okt. 1867     | Vizepräsident                                              |
| 35  | José Machado de Sousa                             |      | Partido Liberal     | 24. Okt. 1867       | 10. Aug. 1868     |                                                            |
| —   | Manuel Teixeira de Sousa                          |      | Partido Liberal     | 10. Aug. 1868       | 25. Aug. 1868     | Vizepräsident Baron von Camargos (Viertes Mal)             |
| 36  | Domingos de Andrade                               |      | Partido Conservador | 25. Aug. 1868       | 14. Mai 1869      |                                                            |
| 37  | José Maria Benevides                              |      | Partido Liberal     | 14. Mai 1869        | 16. Mai 1870      |                                                            |
| —   | Manuel Teixeira de Sousa                          |      | Partido Liberal     | 16. Mai 1870        | 26. Mai 1870      | Vizepräsident Baron von Camargos (Fünftes Mal)             |
| —   | Agostinho Ferreira Bretas                         |      | Partido Liberal     | 26. Mai 1870        | 27. Okt. 1870     | Vizepräsident                                              |
| 38  | Antônio Affonso de Carvalho                       |      | Partido Conservador | 27. Okt. 1870       | 27. Apr. 1871     |                                                            |
| —   | Francisco Leite da Costa Belém                    |      | Partido Conservador | 27. Apr. 1871       | 8. Nov. 1871      | Vizepräsident (Erstes Mal)                                 |
| 39  | Joaquim Machado Portella                          |      | Partido Conservador | 8. Nov. 1871        | 28. Apr. 1872     |                                                            |
| —   | Francisco Leite da Costa Belém                    |      | Partido Conservador | 28. Apr. 1872       | 11. Juni 1872     | Vizepräsident (Zweites Mal)                                |
| 40  | Joaquim Floriano de Godói                         |      | Partido Conservador | 11. Juni 1872       | 17. Jan. 1873     |                                                            |
| —   | Francisco Leite da Costa Belém                    |      | Partido Conservador | 17. Jan. 1873       | 1. März 1873      | Vizepräsident (Drittes Mal)                                |
| 41  | Venâncio José de Oliveira Lisboa                  |      | Partido Liberal     | 1. März 1873        | 27. Mai 1874      |                                                            |
| —   | Francisco Leite da Costa Belém                    |      | Partido Conservador | 27. Mai 1874        | 26. Okt. 1874     | Vizepräsident (Viertes Mal)                                |
| 42  | João Antônio de Araújo Freitas                    |      | Partido Conservador | 26. Okt. 1874       | 6. März 1875      |                                                            |
| —   | Francisco Leite da Costa Belém                    |      | Partido Conservador | 6. März 1875        | 22. März 1875     | Vizepräsident (Fünftes Mal)                                |
| 43  | Pedro Vicente de Azevedo                          |      | Partido Conservador | 22. März 1875       | 26. Jan. 1876     |                                                            |
| —   | Manuel Teixeira de Sousa                          |      | Partido Liberal     | 26. Jan. 1876       | 10. März 1876     | Vizepräsident Baron von Camargos (Sechstes Mal)            |
| 44  | Francisco Bonifácio de Abreu                      |      | Partido Liberal     | 10. März 1876       | 1. Dez. 1876      | Baron von Villa da Barra                                   |
| —   | Manuel Teixeira de Sousa                          |      | Partido Liberal     | 1. Dez. 1876        | 24. Jan. 1877     | Vizepräsident Baron von Camargos (Siebtes Mal)             |
| 45  | João Bandeira de Mello                            |      | Partido Conservador | 24. Jan. 1877       | 11. Feb. 1878     |                                                            |
| —   | Elias Pinto de Carvalho                           |      | Partido Conservador | 11. Feb. 1878       | 6. Mai 1878       | Vizepräsident                                              |
| 46  | Francisco Silveira Lobo                           |      | Partido Conservador | 6. Mai 1878         | 26. Nov. 1878     |                                                            |
| —   | Joaquim José de Santana                           |      | Partido Conservador | 26. Nov. 1878       | 5. Jan. 1879      | Vizepräsident (Erstes Mal)                                 |
| 47  | Manuel Rebelo Horta                               |      | Partido Conservador | 5. Jan. 1879        | 8. Dez. 1879      |                                                            |
| —   | Joaquim José de Santana                           |      | Partido Conservador | 8. Dez. 1879        | 22. Jan. 1880     | Vizepräsident (Zweites Mal)                                |
| 48  | Graciliano Pimentel                               |      | Partido Conservador | 22. Jan. 1880       | 24. Apr. 1880     |                                                            |
| —   | Joaquim José de Santana                           |      | Partido Conservador | 24. Apr. 1880       | 30. Dez. 1880     | Vizepräsident (Drittes Mal)                                |
| —   | José Francisco Neto                               |      | Partido Conservador | 30. Dez. 1880       | 5. Mai 1881       | Vizepräsident Baron von Coromandel                         |
| 49  | João Meira de Vasconcelos                         |      | Partido Conservador | 5. Mai 1881         | 12. Dez. 1881     |                                                            |
| —   | Joaquim José de Santana                           |      | Partido Conservador | 12. Dez. 1881       | 31. März 1882     | Vizepräsident (Viertes Mal)                                |
| 50  | Teófilo Ottoni                                    |      | Partido Liberal     | 31. März 1882       | 27. Dez. 1882     |                                                            |
| —   | Henrique Magalhães                                |      | Partido Liberal     | 27. Dez. 1882       | 7. März 1883      | Vizepräsident                                              |
| 51  | Antônio Gonçalves Chaves                          |      | Partido Liberal     | 7. März 1883        | 22. Mai 1884      | (Erstes Mal)                                               |
| —   | Carlos Ottoni                                     |      | Partido Liberal     | 22. Mai 1884        | 28. Mai 1884      | Vizepräsident                                              |
| —   | José Antônio Alves                                |      | Partido Liberal     | 28. Mai 1884        | 8. Juni 1884      | Vizepräsident (Erstes Mal)                                 |
| 51  | Antônio Gonçalves Chaves                          |      | Partido Liberal     | 8. Juni 1884        | 4. Sep. 1884      | (Zweites Mal)                                              |
| 52  | Olegário Herculano                                |      | Partido Liberal     | 4. Sep. 1884        | 13. Apr. 1885     |                                                            |
| —   | José Antônio Alves                                |      | Partido Liberal     | 13. Apr. 1885       | 2. Sep. 1885      | Vizepräsident (Zweites Mal)                                |
| —   | Antônio de Sousa Magalhães                        |      | Partido Conservador | 2. Sep. 1885        | 19. Okt. 1885     | Vizepräsident Baron von Camargos (Erstes Mal)              |
| 53  | Manuel Portella                                   |      | Partido Conservador | 19. Okt. 1885       | 13. Apr. 1886     |                                                            |
| —   | Antônio de Sousa Magalhães                        |      | Partido Conservador | 13. Apr. 1886       | 1. Mai 1886       | Vizepräsident Baron von Camargos (Zweites Mal)             |
| 54  | Francisco Lemos                                   |      | Partido Conservador | 1. Mai 1886         | 8. Juni 1886      | (Erstes Mal)                                               |
| —   | Antônio de Sousa Magalhães                        |      | Partido Conservador | 8. Juni 1886        | 14. Juni 1886     | Vizepräsident Baron von Camargos (Drittes Mal)             |
| 55  | Francisco Lemos                                   |      | Partido Conservador | 14. Juni 1886       | 1. Jan. 1887      | (Zweites Mal)                                              |
| —   | Antônio de Sousa Magalhães                        |      | Partido Conservador | 1. Jan. 1887        | 4. Feb. 1887      | Vizepräsident Baron von Camargos (Viertes Mal)             |
| 56  | Carlos Augusto Figueiredo                         |      | Partido Conservador | 4. Feb. 1887        | 9. Juli 1887      |                                                            |
| —   | Antônio de Sousa Magalhães                        |      | Partido Conservador | 9. Juli 1887        | 20. Aug. 1887     | Vizepräsident Baron von Camargos (Fünftes Mal)             |
| 57  | Luís Eugênio Horta                                |      | Partido Conservador | 20. Aug. 1887       | 1. Juni 1888      |                                                            |
| —   | Antônio de Sousa Magalhães                        |      | Partido Conservador | 1. Juni 1888        | 7. Dez. 1888      | Vizepräsident Baron von Camargos (Sechstes Mal)            |
| 58  | Antônio Gonçalves Ferreira                        |      | Partido Conservador | 7. Dez. 1888        | 29. Apr. 1889     |                                                            |
| —   | Antônio de Sousa Magalhães                        |      | Partido Conservador | 29. Apr. 1889       | 18. Juni 1889     | Vizepräsident Baron von Camargos (Siebtes Mal)             |
| —   | Joaquim José de Santana                           |      | Partido Conservador | 18. Juni 1889       | 28. Juni 1889     | Vizepräsident (Fünftes Mal)                                |
| 59  | João Batista dos Santos                           |      | Partido Conservador | 28. Juni 1889       | 17. Nov. 1889     | Vicomte von Ibituruna                                      |

## Herrscher der republikanischen Periode (1889 – heute)

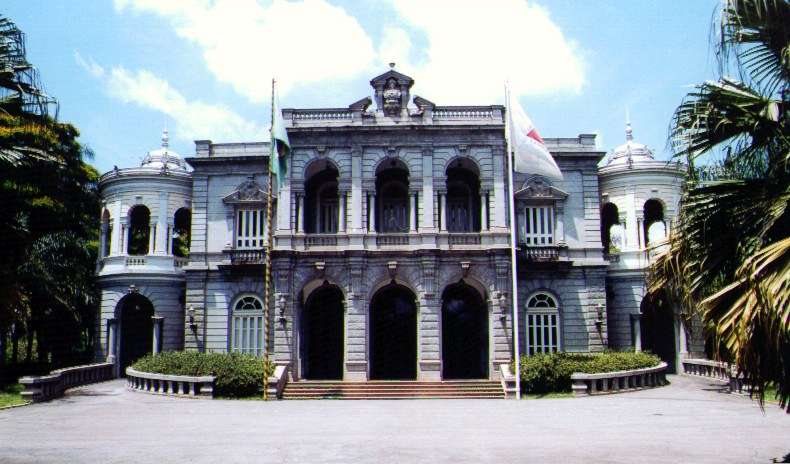
Frontansicht des Palácio da Liberdade. Er war von 1898 bis 2010 der Regierungspalast und von 1898 bis in die 1950er Jahre die offizielle Residenz.

Zu Beginn der republikanischen Zeit wurden die Gouverneure als „Präsidenten“ ("presidentes") bezeichnet, eine Bezeichnung, die bis zur Revolution von 1930 galt. Ab 1930 wurde der Gouverneur des Bundesstaates von der Bundesregierung ernannt und der Begriff „Interventor“ ("interventor") verwendet, um ihn zu bezeichnen. Der Begriff „Gouverneur“ ("governador") tauchte in der ersten Verfassung des Bundesstaates Minas Gerais von 1890 auf, aber im folgenden Jahr wurde eine neue Verfassung des Bundesstaates ausgearbeitet, in der der Begriff „Gouverneur“ in „Präsident“ geändert wurde. In der Verfassung des Bundesstaates Minas Gerais von 1891 wurde der Begriff „Präsident“ beibehalten. Erst 1947, bei der Wahl des ersten Präsidenten nach der Vargas-Diktatur, wurde der Amtsinhaber in „Gouverneur“ umbenannt, und so heißen die Herrscher von Minas Gerais bis heute.
_ Durch direkte Wahl gewählte Bevollmächtigte
_ Bevollmächtigte, die ihr Amt antraten, weil sie stellvertretende Gouverneure waren
_ Durch indirekte Wahl gewählte Bevollmächtigte
_ Direkt von der Zentralregierung ernannte Bevollmächtigte in Zeiten politischer Umwälzungen und Militärdiktaturen
| Nr.                                                                                               | Governador                         | Bild         | Partei                                                              | Beginn der Amtszeit | Ende der Amtszeit                                                                            | Anmerkungen |
| ------------------------------------------------------------------------------------------------- | ---------------------------------- | ------------ | ------------------------------------------------------------------- | ------------------- | -------------------------------------------------------------------------------------------- | --- |
| Erste Brasilianische Republik (Primeira República Brasileira) (1889–1930)                         |                                    |              |                                                                     |                     |                                                                                              | |
| —                                                                                                 | Antônio Olinto Pires               |              | Partido Republicano Mineiro PRM                                     | 17. Nov. 1889       | 24. Nov. 1889                                                                                | Von der Bundesregierung ernannter Interimspräsident                                                                              |
| —                                                                                                 | Cesário Alvim                      |              | Partido Republicano Mineiro PRM                                     | 24. Nov. 1889       | 10. Feb. 1890                                                                                | Von der Bundesregierung ernannter Interimspräsident                                                                              |
| —                                                                                                 | João Pinheiro                      |              | Partido Republicano Mineiro PRM                                     | 10. Feb. 1890       | 20. Juli 1890                                                                                | Von der Bundesregierung ernannter Interimspräsident                                                                              |
| —                                                                                                 | Domingos José da Rocha             |              | Partido Republicano Mineiro PRM                                     | 20. Juli 1890       | 23. Juli 1890                                                                                | Interimsvizepräsident |
| —                                                                                                 | Jacques Bias Fortes                |              | Partido Republicano Mineiro PRM                                     | 23. Juli 1890       | 5. Aug. 1890                                                                                 | Von der Bundesregierung ernannter Interimspräsident                                                                              |
| —                                                                                                 | Domingos José da Rocha             |              | Partido Republicano Mineiro PRM                                     | 5. Aug. 1890        | 13. Aug. 1890                                                                                | Interimsvizepräsident |
| —                                                                                                 | Jacques Bias Fortes                |              | Partido Republicano Mineiro PRM                                     | 13. Aug. 1890       | 3. Okt. 1890                                                                                 | Von der Bundesregierung ernannter Interimspräsident                                                                              |
| —                                                                                                 | Domingos José da Rocha             |              | Partido Republicano Mineiro PRM                                     | 3. Okt. 1890        | 27. Dez. 1890                                                                                | Interimsvizepräsident |
| —                                                                                                 | Jacques Bias Fortes                |              | Partido Republicano Mineiro PRM                                     | 27. Dez. 1890       | 28. Dez. 1890                                                                                | Von der Bundesregierung ernannter Interimspräsident                                                                              |
| —                                                                                                 | Frederico Augusto Álvares da Silva |              | Partido Republicano Mineiro PRM                                     | 28. Dez. 1890       | 6. Jan. 1891                                                                                 | Interimsvizepräsident |
| —                                                                                                 | Jacques Bias Fortes                |              | Partido Republicano Mineiro PRM                                     | 6. Jan. 1891        | 12. Feb. 1891                                                                                | Von der Bundesregierung ernannter Interimspräsident                                                                              |
| —                                                                                                 | Frederico Augusto Álvares da Silva |              | Partido Republicano Mineiro PRM                                     | 12. Feb. 1891       | 18. März 1891                                                                                | Interimsvizepräsident |
| —                                                                                                 | Augusto de Lima                    |              | Partido Republicano Mineiro PRM                                     | 18. März 1891       | 16. Juni 1891                                                                                | Von der Bundesregierung ernannter Interimspräsident                                                                              |
| 1                                                                                                 | Cesário Alvim                      |              | Partido Republicano Mineiro PRM                                     | 16. Juni 1891       | 9. Feb. 1892                                                                                 | Ernennung zum Staatspräsidenten durch Deodoro da Fonseca                                                                         |
| —                                                                                                 | Eduardo Ernesto Gama               |              | Partido Republicano Mineiro PRM                                     | 9. Feb. 1892        | 13. Juli 1892                                                                                | Vizepräsident |
| 2                                                                                                 | Afonso Pena                        |              | Partido Republicano Mineiro PRM                                     | 14. Juli 1892       | 7. Sep. 1894                                                                                 | In allgemeiner Wahl gewählter Präsident                                                                                          |
| 3                                                                                                 | Jacques Bias Fortes                |              | Partido Republicano Mineiro PRM                                     | 7. Sep. 1894        | 7. Sep. 1898                                                                                 | In allgemeiner Wahl gewählter Präsident                                                                                          |
| 4                                                                                                 | Silviano Brandão                   |              | Partido Republicano Mineiro PRM                                     | 7. Sep. 1898        | 21. Feb. 1902                                                                                | In allgemeiner Wahl gewählter Präsident                                                                                          |
| 5                                                                                                 | Joaquim Cândido Senna              |              | Partido Republicano Mineiro PRM                                     | 21. Feb. 1902       | 7. Sep. 1902                                                                                 | Der gewählte Vizepräsident übernahm das Amt, nachdem der Amtsinhaber aus gesundheitlichen Gründen zurückgetreten war             |
| 6                                                                                                 | Francisco Salles                   |              | Partido Republicano Mineiro PRM                                     | 7. Sep. 1902        | 7. Sep. 1906                                                                                 | In allgemeiner Wahl gewählter Präsident                                                                                          |
| 7                                                                                                 | João Pinheiro                      |              | Partido Republicano Mineiro PRM                                     | 7. Sep. 1906        | 25. Okt. 1908                                                                                | In allgemeiner Wahl gewählter Präsident                                                                                          |
| 8                                                                                                 | Júlio Bueno Brandão                |              | Partido Republicano Mineiro PRM                                     | 25. Okt. 1908       | 3. Apr. 1909                                                                                 | Nach dem Tod des Amtsinhabers übernahm der gewählte Vizepräsident das Amt                                                        |
| 9                                                                                                 | Venceslau Brás                     |              | Partido Republicano Mineiro PRM                                     | 3. Apr. 1909        | 7. Sep. 1910                                                                                 | Der in allgemeinen Wahlen gewählte Präsident verließ sein Amt, um das Amt des Vizepräsidenten der Republik zu übernehmen.        |
| 10                                                                                                | Júlio Bueno Brandão                |              | Partido Republicano Mineiro PRM                                     | 7. Sep. 1910        | 7. Sep. 1914                                                                                 | In allgemeiner Wahl gewählter Präsident                                                                                          |
| 11                                                                                                | Delfim Moreira                     |              | Partido Republicano Mineiro PRM                                     | 7. Sep. 1914        | 7. Sep. 1918                                                                                 | In allgemeiner Wahl gewählter Präsident                                                                                          |
| 12                                                                                                | Arthur Bernardes                   |              | Partido Republicano Mineiro PRM                                     | 7. Sep. 1918        | 7. Sep. 1922                                                                                 | In allgemeiner Wahl gewählter Präsident                                                                                          |
| 13                                                                                                | Raul Soares de Moura               |              | Partido Republicano Mineiro PRM                                     | 7. Sep. 1922        | 4. Aug. 1924                                                                                 | In allgemeiner Wahl gewählter Präsident                                                                                          |
| 14                                                                                                | Olegário Maciel                    |              | Partido Republicano Mineiro PRM                                     | 4. Aug. 1924        | 21. Dez. 1924                                                                                | Gewählter Vizepräsident, übernahm das Amt nach Krankheit und Tod des Amtsinhabers                                                |
| 15                                                                                                | Fernando de Mello Vianna           |              | Partido Republicano Mineiro PRM                                     | 21. Dez. 1924       | 7. Sep. 1926                                                                                 | Der in allgemeinen Wahlen gewählte Präsident schied aus dem Amt aus und wurde Vizepräsident der Republik                         |
| 16                                                                                                | Antônio Carlos Ribeiro de Andrada  |              | Partido Republicano Mineiro PRM                                     | 7. Sep. 1926        | 7. Sep. 1930                                                                                 | In allgemeiner Wahl gewählter Präsident                                                                                          |
| Zweite und Dritte Brasilianische Republik (Segunda e Terceira Repúblicas Brasileiras) (1930–1945) |                                    |              |                                                                     |                     |                                                                                              | |
| 17                                                                                                | Olegário Maciel                    |              | Partido Social Nacionalista PSN                                     | 7. Sep. 1930        | 5. Sep. 1933                                                                                 | In allgemeiner Wahl gewählter Präsident                                                                                          |
| 18                                                                                                | Gustavo Capanema                   |              | Partido Progressista PP                                             | 5. Sep. 1933        | 15. Dez. 1933                                                                                | |
| 19                                                                                                | Benedito Valadares                 |              | Aliança Liberal AL                                                  | 15. Dez. 1933       | 4. Nov. 1945                                                                                 | Von Präsident Getúlio Vargas ernannter Bundesintervenient (Interventor Federal)                                                  |
| Vierte Brasilianische Republik (Quarta República Brasileira) (1945–1964)                          |                                    |              |                                                                     |                     |                                                                                              | |
| —                                                                                                 | Nísio Batista                      |              | —                                                                   | 4. Nov. 1945        | 3. Feb. 1946                                                                                 | Präsident des Gerichtshofs (Tribunal de Justiça)                                                                                 |
| 20                                                                                                | João Beraldo                       |              | Partido Progressista PP                                             | 3. Feb. 1946        | 14. Aug. 1946                                                                                | Von Präsident Eurico Dutra ernannter Bundesintervenient (Interventor Federal)                                                    |
| 21                                                                                                | Júlio Ferreira de Carvalho         |              | Aliança Liberal AL                                                  | 14. Aug. 1946       | 17. Nov. 1946                                                                                | Von Präsident Eurico Dutra ernannter Bundesintervenient (Interventor Federal)                                                    |
| 22                                                                                                | Noraldino Lima                     |              | Aliança Liberal AL                                                  | 17. Nov. 1946       | 20. Dez. 1946                                                                                | Von Präsident Eurico Dutra ernannter Bundesintervenient (Interventor Federal)                                                    |
| 23                                                                                                | Alcides Lins                       |              | Partido Progressista PP                                             | 21. Dez. 1946       | 19. März 1947                                                                                | Von Präsident Eurico Dutra ernannter Bundesintervenient (Interventor Federal)                                                    |
| 24                                                                                                | Milton Campos                      |              | União Democrática Nacional UDN                                      | 19. März 1947       | 31. Jan. 1951                                                                                | Am 19. Januar 1947 in allgemeinen Wahlen gewählter Gouverneur                                                                    |
| 25                                                                                                | Juscelino Kubitschek               |              | Partido Social Democrático PSD                                      | 31. Jan. 1951       | 31. März 1955                                                                                | Am 3. Oktober 1950 in allgemeinen Wahlen gewählter Gouverneur                                                                    |
| 26                                                                                                | Clóvis Salgado                     |              | Partido Social Democrático PSD                                      | 31. März 1955       | 31. Jan. 1956                                                                                | Der gewählte stellvertretende Gouverneur übernahm das Amt nach dem Rücktritt des Amtsinhabers                                    |
| 27                                                                                                | José Bias Fortes                   |              | Partido Social Democrático PSD                                      | 31. Jan. 1956       | 31. Jan. 1961                                                                                | 1955 in allgemeinen Wahlen gewählter Gouverneur                                                                                  |
| 28                                                                                                | José Magalhães Pinto               |              | União Democrática Nacional UDN                                      | 31. Jan. 1961       | 31. Jan. 1966                                                                                | 1960 in allgemeinen Wahlen gewählter Gouverneur                                                                                  |
| Militärdiktatur (Ditadura Militar) (1964–1985)                                                    |                                    |              |                                                                     |                     |                                                                                              | |
| 29                                                                                                | Israel Pinheiro                    |              | Partido Social Democrático PSD                                      | 31. Jan. 1966       | 15. März 1971                                                                                | 1965 in allgemeinen Wahlen gewählter Gouverneur                                                                                  |
| 30                                                                                                | Rondon Pacheco                     |              | Aliança Renovadora Nacional ARENA                                   | 15. März 1971       | 15. März 1975                                                                                | Von der gesetzgebenden Versammlung am 3. Oktober 1970 gewählter Gouverneur                                                       |
| 31                                                                                                | Aureliano Chaves                   |              | Aliança Renovadora Nacional ARENA                                   | 15. März 1975       | 5. Juli 1978                                                                                 | Von der gesetzgebenden Versammlung am 3. Oktober 1974 gewählter Gouverneur                                                       |
| 32                                                                                                | Ozanam Coelho                      |              | Aliança Renovadora Nacional ARENA                                   | 5. Juli 1978        | 15. März 1979                                                                                | Der von der gesetzgebenden Versammlung gewählte stellvertretende Gouverneur übernahm das Amt nach dem Rücktritt des Amtsinhabers |
| 33                                                                                                | Francelino Pereira                 |              | Partido Democrático Social PDS                                      | 15. März 1979       | 15. März 1983                                                                                | Vom Wahlkollegium am 1. September 1978 gewählter Gouverneur                                                                      |
| 34                                                                                                | Tancredo Neves                     |              | Partido do Movimento Democrático Brasileiro PMDB                    | 15. März 1983       | 14. Aug. 1984                                                                                | Am 15. November 1982 in allgemeinen Wahlen gewählter Gouverneur                                                                  |
| Sechste Brasilianische Republik (Sexta República Brasileira) (1985-presente)                      |                                    |              |                                                                     |                     |                                                                                              | |
| 35                                                                                                | Hélio Garcia                       |              | Partido do Movimento Democrático Brasileiro PMDB                    | 14. Aug. 1984       | 15. März 1987                                                                                | Der gewählte stellvertretende Gouverneur übernahm das Amt nach dem Rücktritt des Amtsinhabers                                    |
| 36                                                                                                | Newton Cardoso                     |              | Partido do Movimento Democrático Brasileiro PMDB                    | 15. März 1987       | 15. März 1991                                                                                | Am 15. November 1986 in allgemeinen Wahlen gewählter Gouverneur                                                                  |
| 37                                                                                                | Hélio Garcia                       |              | Partido das Reformas Sociais PRS Partido Trabalhista Brasileiro PTB | 15. März 1991       | 1. Jan. 1995                                                                                 | Gouverneur, gewählt in allgemeinen Wahlen am 25. November 1990 (2. Wahlgang)                                                     |
| 38                                                                                                | Eduardo Azeredo                    |              | Partido da Social Democracia Brasileira PSDB                        | 1. Jan. 1995        | 1. Jan. 1999                                                                                 | Gouverneur, gewählt in allgemeinen Wahlen am 15. November 1994 (2. Wahlgang)                                                     |
| 39                                                                                                | Itamar Franco                      |              | Partido do Movimento Democrático Brasileiro PMDB                    | 1. Jan. 1999        | 1. Jan. 2003                                                                                 | Gouverneur, gewählt in allgemeinen Wahlen am 25. Oktober 1998 (2. Wahlgang)                                                      |
| 40                                                                                                | Aécio Neves                        |              | Partido da Social Democracia Brasileira PSDB                        | 1. Jan. 2003        | 1. Jan. 2007                                                                                 | Am 6. Oktober 2002 in allgemeinen Wahlen gewählter und wiedergewählter Gouverneur, der von seinem Amt zurücktritt                |
| 40                                                                                                | Aécio Neves                        | 1. Jan. 2007 | Partido da Social Democracia Brasileira PSDB                        | 31. März 2010       |                                                                                              | Am 6. Oktober 2002 in allgemeinen Wahlen gewählter und wiedergewählter Gouverneur, der von seinem Amt zurücktritt                |
| 41                                                                                                | Antônio Anastasia                  |              | Partido da Social Democracia Brasileira PSDB                        | 31. März 2010       | 1. Jan. 2011                                                                                 | Der gewählte stellvertretende Gouverneur übernahm das Amt nach dem Rücktritt des Amtsinhabers                                    |
| 41                                                                                                | Antônio Anastasia                  | 1. Jan. 2011 | Partido da Social Democracia Brasileira PSDB                        | 4. Apr. 2014        | Am 3. Oktober 2010 in allgemeinen Wahlen wiedergewählter Gouverneur, der sein Amt niederlegt | |
| 42                                                                                                | Alberto Pinto Coelho Jr            |              | Partido Progressista PP                                             | 4. Apr. 2014        | 1. Jan. 2015                                                                                 | Der gewählte stellvertretende Gouverneur übernahm das Amt nach dem Rücktritt des Amtsinhabers                                    |
| 43                                                                                                | Fernando Pimentel                  |              | Partido dos Trabalhadores PT                                        | 1. Jan. 2015        | 1. Jan. 2019                                                                                 | In allgemeinen Wahlen gewählter Gouverneur am 5. Oktober 2014                                                                    |
| 44                                                                                                | Romeu Zema                         |              | Partido Novo NOVO                                                   | 1. Jan. 2019        | 1. Jan. 2023                                                                                 | Gouverneur in allgemeiner Wahl gewählt am 28. Oktober 2018 (2. Wahlgang)                                                         |
| 44                                                                                                | Romeu Zema                         | 1. Jan. 2023 | Partido Novo NOVO                                                   | amtierend           | Wiederwahl des Gouverneurs durch allgemeine Wahlen am 2. Oktober 2022                        | |